# Rów Piaseczyński
Rów Piaseczyński – rów wodny w Warszawie, w dzielnicach Mokotów i Śródmieście.

## Położenie i charakterystyka
Rów znajduje się w dzielnicach Mokotów i Śródmieście, na obszarach Miejskiego Systemu Informacji Sielce i Śródmieście Południowe. Leży w zlewni Kanału Głównego „A”. Jego długość wynosi wraz ze stawem Arkadia około 2,05 km.
Początkowy odcinek cieku znajduje się na terenie Parku Arkadia i stanowi połączenie Stawu pod Królikarnią i stawu Arkadia. Po minięciu stawu Arkadia płynie otwartym rowem wzdłuż ulicy Piaseczyńskiej, po jej lewej stronie. W otoczeniu znajdują się tereny sportowe, ogródki działkowe i zabudowa ekstensywna. Przy skrzyżowaniu z ulicą Konduktorską, na osiedlu Dolna-Piaseczyńska wpada do kolektora podziemnego. Odcinek zarurowany mija ulicę Jurija Gagarina i znajduje swoje ujście do układu wodnego stawów w Łazienkach. Rów stanowi początkowy odcinek ciągu wodnego wiodącego dalej poprzez stawy w Łazienkach, Kanał Piaseczyński do basenu Portu Czerniakowskiego i finalnie do Wisły. Wybudowany został w XVIII w. w celu odprowadzania wód źródłowych ze skarpy warszawskiej.
Początkowy odcinek rowu położony jest na terenie zespołu przyrodniczo-krajobrazowego „Arkadia” o łącznej powierzchni 14,01 ha, w ramach którego ochronie podlega m.in. „ekosystem wodny, w tym w szczególności naturalne wysięki ze skarpy, stawy i rowy”. Leży także częściowo w granicach Warszawskiego Obszaru Chronionego Krajobrazu.